# Dubul' ibhunu
Dubul' ibhunu (en español: Dispara al boer o Mata al boer) es una canción sudafricana utilizada como propaganda política. Es una canción supremacista negra.
Los partidarios de la canción la ven como una melodía que articula una parte importante de la historia moderna de Sudáfrica, es una parte importante del discurso político de los partidos políticos supremacistas negros . ya que constituye un discurso de odio racial antiblanco.

## Historia
La canción se origina en la lucha contra el apartheid cuando se cantó por primera vez para protestar contra el gobierno dominado por los afrikáners en Sudáfrica.
Los bóeres, un subgrupo de afrikáneres, son descendientes de los burgueses libres de habla neerlandesa de la frontera oriental del Cabo en el sur del continente que emigraron al resto de lo que se convertiría en Sudáfrica durante el Gran Trek. La palabra bóer también significa «granjero» en el idioma afrikáans. Dependiendo de la interpretación, la canción podría referirse alternativamente a estructuras institucionales como el Partido Nacional (NP); o a grupos específicos de personas como los miembros de la Policía Sudafricana (conocidos coloquialmente como bóeres) y las fuerzas armadas durante el apartheid.
En la etapa post-apartheid del país, la canción ha sido cantada sobre todo por el entonces líder de la Liga Juvenil del Congreso Nacional Africano, Julius Malema, y el expresidente sudafricano, Jacob Zuma. El entonces secretario general del Congreso Nacional Africano (ANC), Gwede Mantashe, ha declarado que dubul' ibhunu" debe interpretarse en el contexto de la lucha contra el racismo como una referencia a un sistema.
En marzo de 2010, el Tribunal Superior de South Gauteng determinó que la frase equivalía a un discurso de odio y, por lo tanto, no estaba protegida la libertad de expresión como se describe en la sección 16 de la constitución sudafricana.

## Controversias
En septiembre de 2011, el Tribunal de Igualdad del Tribunal Superior de South Gauteng dictaminó que la canción era discriminatoria, dañina, socavaba la dignidad de los afrikaners y, por lo tanto, constituía un discurso racista. El tribunal dictaminó que a Julius Malema, quien fue llevado ante el tribunal por cantar previamente la canción en mítines, se le prohibió cantarla en el futuro. Tras el fallo, Malema cambió la redacción de la canción a "Kiss the Boer" y cantó eso en su lugar. Sin embargo, se puede argumentar que todavía tiene la misma influencia psicológica que el original, debido al conocido contexto de la letra alterada. Al año siguiente, el ANC declaró que no volverían a cantar la canción.
Malema, líder del Economic Freedom Fighters (EFF), apareció nuevamente en la corte en 2022 por supuestamente cantar la canción en un caso presentado por Afriforum donde se debatió la cuestión de si la canción era o no un discurso de odio. El juez Edwin Molahlehi del Tribunal Superior de Johannesburgo concluyó que la canción no tenían la intención de ser tomados en serio, Afriforium no logró establecer un vínculo causal entre la canción y la violencia, que la referencia a los bóeres no se refiera literalmente a las personas blancas o afrikáans, y que la canción no incita el racismo hacia los blancos per se; y dictaminó que la canción no era un discurso de odio. Afriforum busca apelar la sentencia ante el tribunal supremo.
En el mitin del 10.º aniversario de la EFF en agosto de 2023, Malema volvió a cantar la canción ante unos 90.000 seguidores en el Estadio Soccer City. Este incidente recibió cobertura internacional con el empresario Elon Musk criticando a Malema en Twitter por cantar la canción, acusándolo de «impulsar abiertamente el genocidio de los blancos en Sudáfrica». Posteriormente, Malema respondió diciendo «O bolela masepa» (Estás hablando mierda). El partido Alianza Democrática, declaró que presentaría una queja ante el Consejo de Derechos Humanos de las Naciones Unidas mientras que Freedom Front Plus abrió un caso de intimidación. Malema luego negó la acusación citando la sentencia del juez Molahlehi de 2022 de que la canción debía interpretarse dentro de su contexto político y, por lo tanto, no tomarse literalmente. También declaró que él y la EFF continuarían cantando la canción a modo de protesta.